# Batalla de Monte Laturce

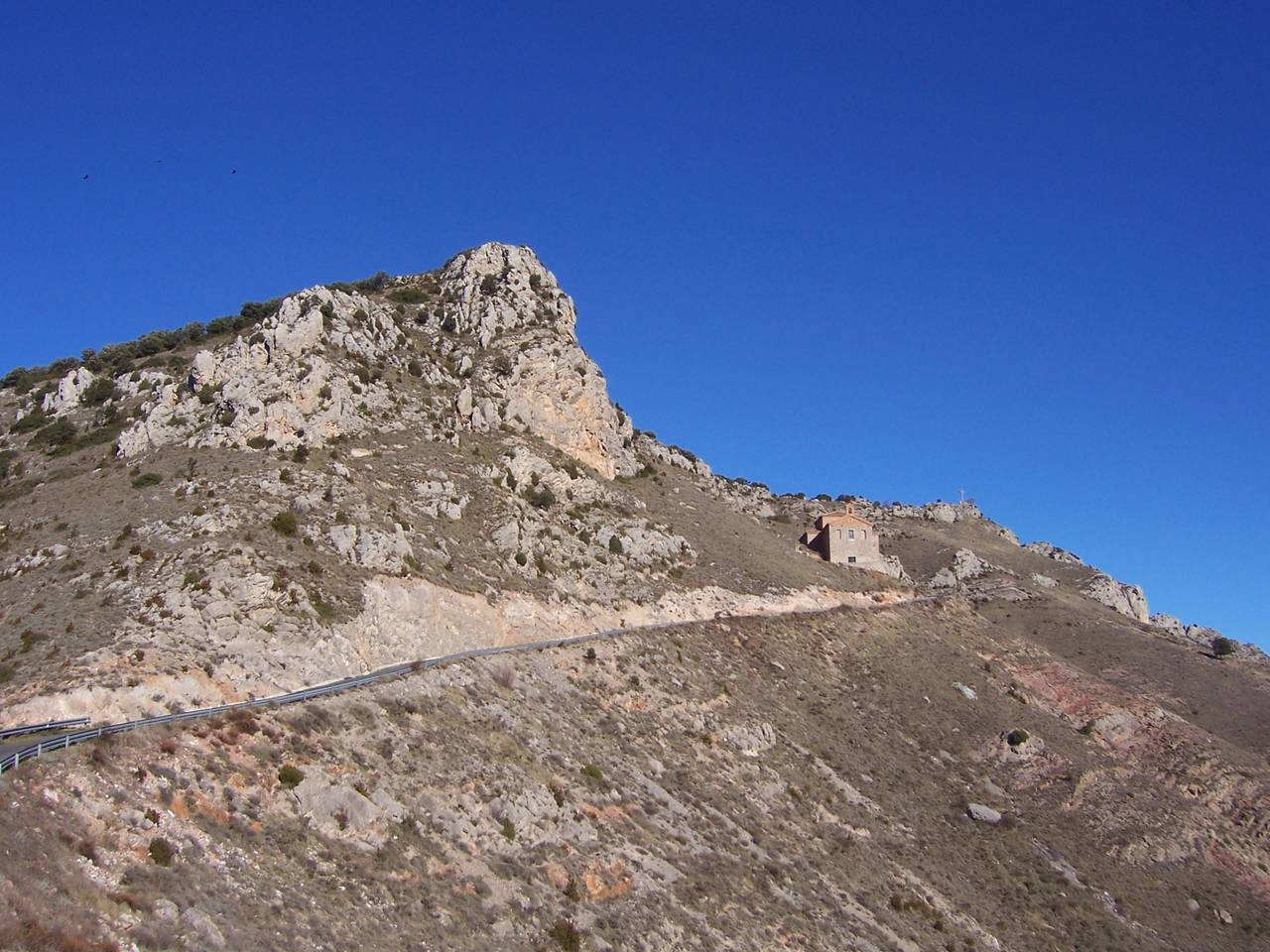
El turó de Muntanya Laturce avui

La batalla de Monte Laturce, també coneguda com la segona batalla d'Albelda (de 859) (per distingir-la de la batalla d'Albelda de 851), fou una victòria per a les forces d'Ordoni I d'Astúries i el seu aliat Garcia I de Pamplona. Ordoni I i Garcia I derrotaren a Mussa II el Gran, oncle i ex aliat de Garcia I. Mussa II era dels Banu Qassi de Borja, Tarassona, Terrer, i Tudela, un baró de la Marca Superior (Ath-Thaghr al-Alà), tan poderós i independent, que fou anomenat per un cronista musulmà "el tercer rei Spaniae". La batalla tingué lloc durant el setge asturià a una nova fortalesa, en construcció, de Mussa a la vora d'Albelda de Iregua.
La fortalesa fou presa uns dies després de la batalla. Després de la derrota de Monte Laturce, Mussa hagué de sotmetre's plenament a l'Emirat de Qúrtuba, que s'aprofità de la debilitat de Mussa per poder-lo treure com a valí de la Marca Superior, iniciant una dècada llarga de decadència dels Banu Qassi.

## Batalla
La Crònica d'Alfons III relata com,
en un any no especificat, Ordoni marxà contra Mussa mentre estava construint una fortificació massiva a Albelda. Mentre que el monarca asturià encerclava la nova fortalesa, Mussa acampà amb el seu exèrcit al Monte Laturce proper, amb l'esperança de forçar l'aixecament del setge. Ordoni dividí les seves forces, deixant la meitat per atendre el setge en curs i prengué l'altra meitat per desafiar Mussa. En la batalla els musulmans foren derrotats; Mussa fou greument ferit i amb prou feines s'escapà que el capturessin, mentre que el seu gendre basc, Garcia (diferent de García Ènnec), morí. Els cristians comptaren 12.000 membres de la cavalleria musulmana entre els morts i en el camp musulmà trobaren els tresors que Carles II el Calb, rei de Frància Occidental, que havia lliurat feia poc temps al senyor de la guerra musulmà. Ordoni després concentrà tots els seus homes al setge de la fortalesa. Pogueren entrar el setè dia de setge. Els seus defensors foren executats i els murs enderrocats. El fill de Mussa, Llop ibn Mussa, governador de Toledo,
quan sabé de la derrota del seu pare, immediatament es sotmé a Ordoni i es mantingué fidel fins a la seva mort. La batalla sembla que impressionà tant en la memòria de la seva generació (si més no a nivell regional) que a la Chronica Prophetica riojana (composta en 882) conté una llista de regnats dels reis asturians acolorida amb anotacions. A més del nom, amb el regnat d'Ordoni I hi ha la nota Ipse allisit Albalda: Aquest destruí Albelda. La batalla de Monte Laturce aportà aspectes a la fictícia batalla de Clavijo.
La Chronicon Albeldense, probablement composta a La Rioja i, possiblement, per un testimoni ocular, enregistra que Ordoni entrà a la ciutat d'Albelda després d'un sagnant setge, afegint que Mussa estava difonent mentides des del seu campament al cim de Monte Laturce abans que el seu exèrcit fos aniquilat. Ell mateix fou traspassat per una fletxa i hauria estat capturat si un amic seu - "un soldat cristià en un altre temps", diu la Crònica - no li hagués ofert el seu propi cavall perquè Mussa pogués salvar la vida.
La derrota de Monte Laturce està datada generalment a 859
o 860.
L'única font que pot parlar directament de Monte Laturce per l'any 859 és Ibn al-Azir, qui escrigué que el 245 AH (que començà el 7 d'abril de 859) el governador musulmà de Tarazona (que és sabut que en aquell moment era Mussa) envaí el Regne de Pamplona i capturà un castell cristià, prenent els seus habitants presoners. L'endemà fou derrotat en la batalla i molts musulmans perderen les seves vides com a màrtirs.
La Crònica d'Alfons III registra que, després de la batalla d'Albelda del 851, i en part per mitjà de la guerra, en part, per la traïció, Mussa capturà a dos líders francs, Sans II Sancion i Emeno,
qui llançà en un calabós. No s'hi indica la data de captura de Sans i de Emeno. Els "regals" de Carles el Calb, que els soldats d'Ordoni trobaren en el camp de Mussa a Monte Laturce poden haver estat el rescat pagat per Sancho i Emenon, pel què la seva captura s'hauria produït abans de la batalla 859/60.